# Andrena komachi
Andrena komachi là một loài Hymenoptera trong họ Andrenidae. Loài này được Hirashima mô tả khoa học năm 1965.